# Merry & Happy
Merry & Happy ist die Wiederveröffentlichung von Twicetagram, dem ersten Studioalbum der südkoreanischen Girlgroup Twice. Das Album wurde am 11. Dezember 2017 als digitale Version veröffentlicht. Die CDs kamen am 12. Dezember in die Läden. Merry & Happy enthält zusätzlich zu den 13 Titeln von Twicetagram die neue Single Heart Shaker und das Lied Merry & Happy.
Merry & Happy und Heart Shaker stiegen beide auf Platz 1 in die jeweiligen Gaon Charts ein. Das von Weihnachten inspirierte Lied Merry & Happy schaffte es bis auf Platz 24 der Charts. Ein Musikvideo zu Merry & Happy wurde am 22. Dezember veröffentlicht.

## Hintergrund
Erste Hinweise auf eine neue Veröffentlichung fanden sich bereits im Musikvideo zur Single Likey, die zusammen mit Twicetagram veröffentlicht wurde. So war der Name „Heart Shaker“ an verschiedenen Stellen, zum Beispiel als Graffiti oder als Hashtag in einer Instagram-Nachricht, in dem Video zu sehen.
Die erste offizielle Mitteilung gab es am 28. November 2017, als das Album über den Instagram-Account von JYP Entertainment angekündigt wurde. Am 1. Dezember wurden die Titelliste und das Erscheinungsdatum für die Download-Version, der 11. Dezember, bekannt gegeben. Ein erstes Teaser-Video zur neuen Single Heart Shaker wurde am 4. Dezember veröffentlicht. Twice stellten das Album der Öffentlichkeit am 11. Dezember bei einer Live-Veranstaltung vor, die auch über Naver V Live online übertragen wurde.

## Titelliste
| Nr.          | Titel                              | Text                          | Musik                                      | Länge |
| ------------ | ---------------------------------- | ----------------------------- | ------------------------------------------ | ----- |
| 1.           | Heart Shaker                       | Galactika                     | David Amber, Sean Alexander                | 3:08  |
| 2.           | Merry & Happy                      | J.Y. Park "The Asiansoul"     | Joe Lawrence, Dawn Elektra, Sam Hocking    | 3:16  |
| 3.           | Likey                              | Black Eyed Pilseung, Jeon Gun | Black Eyed Pilseung, Jeon Gun              | 3:28  |
| 4.           | Turtle (거북이)                    | Jeong Ho-hyun                 | Jeong Ho-hyun                              | 3:18  |
| 5.           | Missing U                          | earattack, Dahyun, Chaeyoung  | earattack                                  | 3:00  |
| 6.           | Wow                                | Mafly, Ponde, Lee Mi-so, Kako | Pop Time, Kriz                             | 3:01  |
| 7.           | FFW                                | Kiggen, Assbrass              | Reign Write, NAOtheLAIZA                   | 3:46  |
| 8.           | Ding Dong                          | Jowul                         | Risto Asikainen, Antti Hynninen            | 3:32  |
| 9.           | 24/7                               | Nayeon, Jihyo                 | Daniel Caesar, Ludwig Lindell, Cazzi Opeia | 3:36  |
| 10.          | Look at Me (날 바라바라봐)         | Frants, Hyerim                | Frants, Hyerim                             | 3:13  |
| 11.          | Rollin                             | earattack, Yooki              | earattack, Fox Stevenson                   | 3:11  |
| 12.          | Love Line                          | Jeongyeon                     | Darren Smith, Tammy Infusino               | 3:17  |
| 13.          | Don't Give Up (힘내!)              | Chaeyoung                     | Chris Wahle, Thomas Harsem, Andreas Ohrn   | 2:58  |
| 14.          | You in My Heart (널 내게 담아)     | Jeong Ho-hyun, Choi Hyun-jun  | Jeong Ho-hyun, Choi Hyun-jun               | 3:29  |
| 15.          | Jaljayo Good Night (잘자요 굿나잇) | Kevin Oppa (mr. cho)          | Kevin Oppa                                 | 4:23  |
| Gesamtlänge: | Gesamtlänge:                       | Gesamtlänge:                  | Gesamtlänge:                               | 50:36 |

## Chartplatzierungen
Merry & Happy stieg in Südkorea auf Platz 1 in die Gaon Album-Charts ein und war damit das fünfte Album der Gruppe in Folge, das die Spitzenposition erreichen konnte. Obwohl erst im Dezember veröffentlicht, konnte Merry & Happy mit 165.347 verkauften Einheiten in den Jahrescharts Platz 19 erreichen.
| ChartsChartplatzierungen | Höchstplatzierung | Wochen |
| ------------------------ | ----------------- | ------ |
| Japan (Oricon)           | 8 (9 Wo.)         | 9      |
| Südkorea (KMCA)          | 1 (82 Wo.)        | 82     |

| ChartsJahrescharts (2017) | Platzierung |
| ------------------------- | ----------- |
| Südkorea (KMCA)           | 19          |

| ChartsJahrescharts (2018) | Platzierung |
| ------------------------- | ----------- |
| Südkorea (KMCA)           | 77          |